# Sar Poleh
Sar Poleh (persiska: سر پله, سَر مَلِه) är en ort i Iran.   Den ligger i provinsen Ilam, i den västra delen av landet, 500 km sydväst om huvudstaden Teheran. Sar Poleh ligger 838 meter över havet och antalet invånare är 841.
Terrängen runt Sar Poleh är kuperad åt sydost, men åt nordväst är den platt. Runt Sar Poleh är det ganska glesbefolkat, med 26 invånare per kvadratkilometer. Närmaste större samhälle är Ābdānān, 16,2 km nordväst om Sar Poleh. Omgivningarna runt Sar Poleh är i huvudsak ett öppet busklandskap.